# Tabanus marginenevris
Tabanus marginenevris är en tvåvingeart som beskrevs av Macquart 1855. Tabanus marginenevris ingår i släktet Tabanus och familjen bromsar. Inga underarter finns listade i Catalogue of Life.